# Броччіо
Броччіо (фр. Brocciu) — національний сир жителів Корсики з овечого молока (перевареної молочної сироватки). Має форму сплюсненої кулі, вкритої кремовою скоринкою з цвіллю. Броччіо відомий на Корсиці з давніх часів. Цей сир став національним надбанням корсиканців, як макарони для італійців. Смак яскраво виражений, гострий. Для виготовлення 1 кг броччіо, потрібно приблизно 11 літрів овечого молока. Корсиканська порода овець дає багато жирного молока, що так чудово підходить для виробництва цього сиру. Для дозрівання сир загортають у листя і розкладають на дерев'яних полицях у льосі. Періодично сир потрібно перевертати і протирати. Час дозрівання — справа смаку. Вже через два тижні молодий сир готовий до вживання. На Корсиці вживають молодий сир, тому остаточно дозріває лише 15 % броччіо.